# Emil Fieser

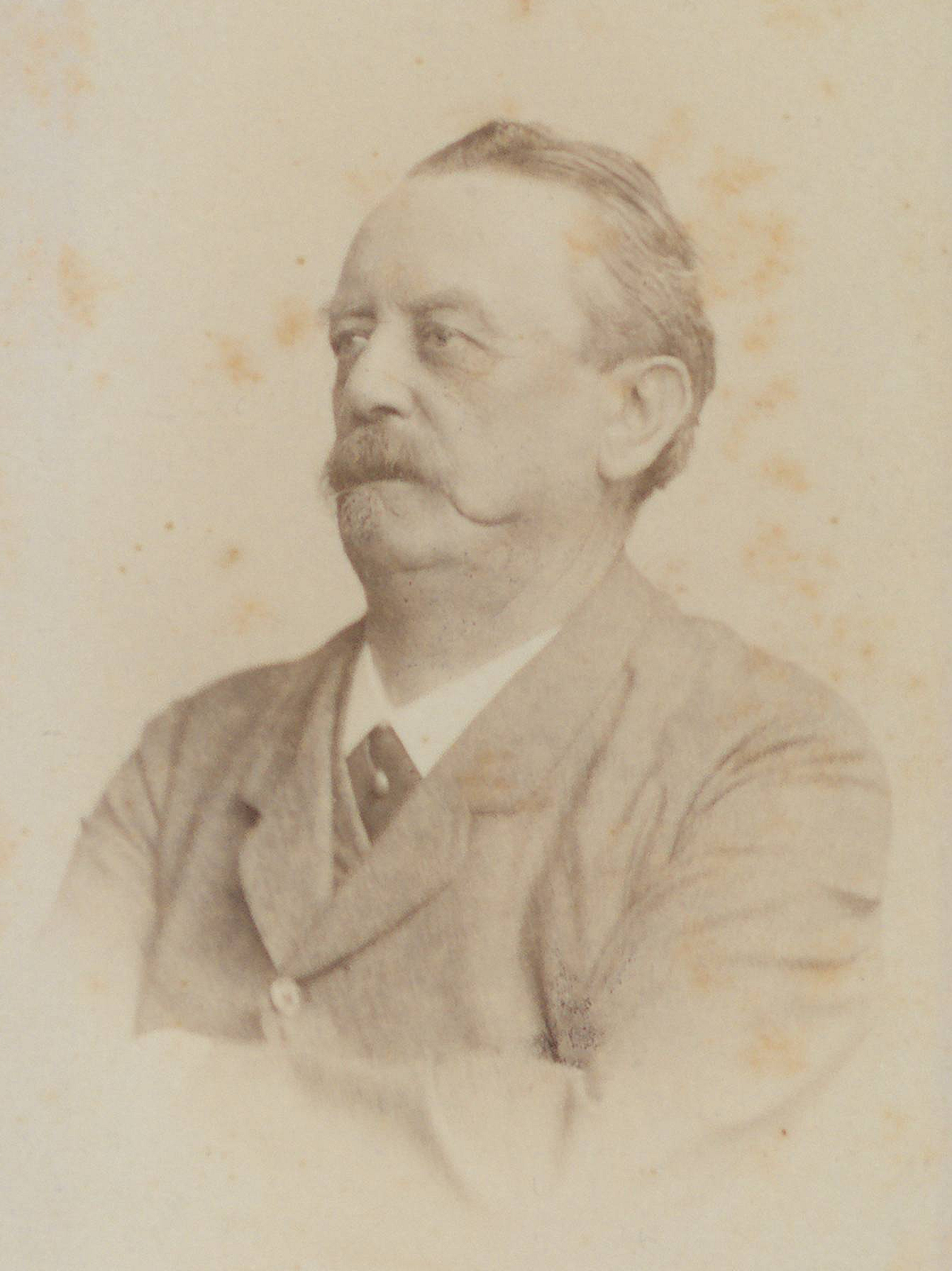
Emil Fieser

Emil August Friedrich Fieser (* 6. April 1835 in Sinsheim; † 28. Januar 1904 in Freiburg im Breisgau) war Jurist und Mitglied des Deutschen Reichstags.

## Leben
Fieser besuchte die Gymnasien in Konstanz und Karlsruhe und studierte dann Rechtswissenschaften an den Universitäten Heidelberg und Freiburg. In Heidelberg wurde er 1854 Mitglied des Corps Suevia. 1864 wurde er Amtsrichter in Offenburg, 1868 Staatsanwalt erst in Villingen, dann 1870 in Konstanz. Ab 1879 war er Landgerichtsrat und ab 1882 erster Staatsanwalt in Karlsruhe. 1890 wurde er Landgerichtsdirektor und 1898 Landgerichtspräsident in Freiburg.
Von 1873 bis 1882 und von 1885 bis 1900 war er Abgeordneter in der Badischen II. Kammer. Zwischen 1887 und 1890 war er Mitglied des Deutschen Reichstags für den Wahlkreis Großherzogtum Baden 10 (Karlsruhe, Bruchsal) und die Nationalliberale Partei. Als führende Kraft der Nationalliberalen in Baden vertrat er einen entschiedenen Kurs gegen die katholische Kirche und er war auch Vorsitzender der altkatholischen Kirchengemeinschaft in Baden.